# Бристольский шубункин
Бристо́льский шубу́нкин (вариететная форма) — одна из искусственно культивированных декоративных пород аквариумной «золотой рыбки» (лат. Carassius gibelio forma auratus (Bloch, 1782)) шубункин.

## Этимология
Русское устойчивое наименование этой золотой рыбки происходит от западного варианта произношения, откуда порода бристольский шубункин попала в Россию.

## История происхождения
Данная породная разновидность шубункин выведена в 1934 году бристольским Аквариумным обществом, что и дало повод к наименованию этой разновидности золотых рыбок, которое определило и опубликовало свой стандарт на новую породу — «бристольский шубункин».

## Описание
Длина рыбки достигает 16 см. От обычной шубункин отличается удлинённым одинарным хвостовым плавником, размером от 1/2 до 7/8 — в соотношении длины хвоста к длине тела рыбки, который широко расправлен и закруглен на концах. Окрас пёстрый. Все признаки устойчиво передаются потомству.

## Условия содержания и размножения
Сюбунок содержат при:
- Жёсткость воды (gH) от 6 до 20°;
- Кислотность воды (pH) 5,0-8,0;
- Температура (t) 10-28 °C.

### Кормление
К кормам неприхотливы и всеядны: едят как живую, так и растительную пищу, а также сухие корма.

### Размножение
Половозрелость и возможность размножения наступает через год после вылупления мальков из икринок. Подготовка к нересту аналогична описанной для других карповидных: нерестовик обустраивается в центре 100—150 литрового аквариума с нерестовой решеткой, одним или двумя распылителями и пучком мелколиственных растений в центре. На одну самку 2-х самцов. Плодовитость от 2 до 10 тыс. икринок. Личинка выходит через 2 суток. На 5-й день мальки начинают плавать. Кормление мальков — коловраткой.
Для разведения:
- Показатели жёсткости воды (gH) 8-15°;
- Кислотность воды (pH) 7,0-8,0;
- Температура (t) 22-28 °C.

## В аквариумистике и прудовом хозяйстве
Рыбка подходит для содержания в холодноводном аквариуме с большим пространством для свободного плавания. Красива в оранжереях. Благодаря выносливости породы, её можно содержать в декоративном пруду на улице. Предпочитает сообщество себе подобных, яркий свет и обилие свободного пространства. При оформлении водоема рекомендуется использовать сыпучий мелкофракционный грунт, камни, коряги, живые или пластиковые растения, в том числе плавающие.